# 熊本市営バス上熊本営業所
熊本市営バス上熊本営業所（くまもとしえいバスかみくまもとえいぎょうしょ）は熊本市交通局のバス営業所の一つであった。2011年（平成23年）4月1日に熊本都市バス株式会社に譲渡され「市バス上熊本営業所」としては廃止された。
2009年（平成21年）3月31日まで上熊本営業所本山車庫（旧・本山営業所）が存在したが、先に熊本都市バス株式会社に移管され熊本都市バス株式会社の本社になっている。

## 上熊本営業所
1985年（昭和60年）7月20日に坪井営業所から移転開設された。主に熊本市北部の路線を担当。その他、渡鹿・保田窪・長嶺など東部地区の路線も小峯営業所と分担して運行していた。2011年（平成23年）4月1日から熊本都市バス(株)に移管された。
- 所在地：熊本県熊本市西区上熊本3丁目18番8号
- 最寄り（併設）バス停：上熊本営業所
- 最寄り駅：熊本電鉄韓々坂駅下車徒歩2分

## 上熊本営業所本山車庫
1955年（昭和30年）8月2日に交通局自動車課を下記の所在地に移転開業。元々は当局の本山営業所とした1つの営業所であったが2000年代半ばに廃止となり、廃止翌日から2009年3月まで上熊本営業所の本山車庫とした位置付けとなっていた。現在は熊本都市バス株式会社の本社ならびに同社本山営業所となっている。
- 所在地：熊本県熊本市本山2丁目9番23号
- 最寄り（併設）バス停：本山営業所

2009年3月の廃止時点まで担当していた路線においては一部路線を除きほとんどを熊本都市バス(株)本山営業所に継承している。詳しくはこちらを参照（一部同社の発足後に新規開設した路線を除く）。

## 担当路線
2011年7月現在

### 池田京町線
旧・池田大窪線
- 京1 熊本交通センター - 市役所前 - 京町本丁 - NTT研修センター前
- 京2 熊本交通センター - 市役所前 - 京町本丁 - NTT研修センター前 - 富尾団地（崇城大学の入口前）
- 京2 富尾団地（崇城大学）/NTT研修センター前 - 京町本丁 - 市役所前 - 熊本交通センター
- 京2 富尾団地（崇城大学）/NTT研修センター前 - 京町本丁止め（夜のみ）

### 花園柿原線
- 壷1 交通センター - 壺井橋 - 県立体育館- 本妙寺前- 上の原団地前- 柿原公民館前

### 昭和町線
- 上5/子5 上熊本駅前 - 京町本丁 - 坪井横町 - 子飼橋 - 大江渡鹿 - 県立劇場前 - 渡瀬 - 競輪場前 - 京塚 - 自衛隊通り - 昭和町

### 上熊本線
- 上1・県11 上熊本駅前 - 県立体育館 - 壺井橋 - 市役所前 - 味噌天神 - 県庁前 - 県会議事堂前
- 上1・県12 上熊本駅前 - 県立体育館 - 壺井橋 - 市役所前 - 味噌天神 - 県庁前 - 動植物園西口
- 上4・味4  小峯営業所 - 京塚 - 競輪場前 - 水前寺駅前 - 味噌天神 - 市役所前 - 壺井橋 - 上熊本駅前

### 上熊本車庫線
- 壷3 交通センター - 壺井橋 - 県立体育館 - 上熊本駅前 - 上熊本営業所
- 島3 交通センター - 国立病院 - 段山 - 上熊本駅前 - 上熊本営業所

### 移譲された路線
2010年3月まで
- 熊本都市バスへ移譲
  - 大江城西線　旧・楠城西線

新1/鹿1 城西校北 - 城西校前 - 西山中学前 - 新町 - 中央郵便局前 - 交通センター - 水道町 - NTT病院前 - 県立劇場 - 開新高校前 - 水前寺駅北口
2009年3月まで
- 熊本都市バスへ移譲
  - 第1環状線

2008年3月まで
- 熊本電気鉄道へ移譲
  - 楠城西線（城西校前 - 水道町間は移譲対象外） 現・大江城西線

子1 上熊本駅前 - 京町本丁 - 坪井横町 - 子飼橋 - 熊本大学前 - 竜田口駅前 - 上立田 - 龍田小学校前 - 高杉 - 楠団地 - 武蔵塚駅前
なお、上熊本駅前発はこの方向のみの運行で、朝だけである。
- 九州産交バス・熊本電気鉄道へ移譲
  - 子17 交通センター - 水道町 - 子飼橋 - 熊本大学前 - 竜田口駅前 - たつだニュータウン前 - 北高校前 - 楡木 - 楠団地
  - 西1/子1 蓮台寺 - 熊本駅前 - 交通センター - 水道町 - 子飼橋 - 熊本大学前 - 竜田口駅前 - 上立田 - 龍田小学校前 - 高杉 - 楠団地 - 武蔵塚駅前
  - 新1/子1 城西校前 - 西山中学前 - 新町 - 中央郵便局前 - 交通センター - 水道町 - 子飼橋 - 熊本大学前 - 竜田口駅前 - 上立田 - 龍田小学校前 - 高杉 - 楠団地 - 武蔵塚駅前

2007年6月まで
- 熊本電気鉄道へ移譲
  - 高平団地線

壺2 交通センター - 壷井橋 - 寺原町 - 高平
2005年3月まで
- 九州産交バスへ移譲
  - 池田大窪線（NTT研修センターから大窪方面） 現・池田京町線

京1 交通センター - 京町本丁 - NTT研修センター - 大窪駐車場